# ترجمة تحريرية
تكون الترجمة التحريرية حين يترجم المترجم (بشراً كان أم حاسوباً) نص مكتوب أو جزء منه من لغة (لغة المصدر) إلى لغة أخرى (لغة الهدف).

## آليات الترجمة التحريرية
من الممكن أن تتم الترجمة التحريرية بآليتين وهما:
- الترجمة البشرية، أي الترجمة التي يقوم بها شخص يجيد اللغتين المنقول منها والمنقول إليها ويستند المترجم إلى معرفته بلغة المصدر وإتقانه بلغة الهدف، فتكون جودة الترجمة خاضعة لخلفية المترجم الأدبية، ومفردات اللغتين، ومصطلحاتها، والثقافة اللغتين، ومعرفته بعلم اللسانيات حيث يمكن للمترجم نقل ما يسمى في لسانيات النصوص معايير النصية السبعة (Seven Standards of Textuality):[1]
  - تماسك النص نحوياً (Cohesion)
  - ترابط النص منطقياً (Coherence)
  - نوايا الكاتب خلف كتابة النص أو التعمد (Intentionality)
  - مدى قبول القارئ لمحتوى النص أو المقبولية (Acceptability)
  - مدى وجود المتوقع وغير المتوقع في النص (Informativity)
  - علاقة النص بسبب قراءة النص (Situationality)
  - علاقة النص بنصوص أخرى في الماضي والمستقبل وفي الموضوع ذاته ومواضيع أخرى (Intertextuality)
- ترجمة النصوص آلياً: نوع من الترجمة تتم بواسطة عدد من البرمجيات الحاسوبية، وغالباً ما يتم استخدام هذه الخدمات مع الترجمة البشرية حيث تفيد الترجمة الآلية بترجمة التعبيرات الجامدة والبسيطة والمصطلحات الثابتة، فيكون حاجة المترجم أن يتدخل بعد تلك المرحلة باستخدام معرفته بثقافة اللغتين، ومعرفته باللسانيات (خاصة المعايير السبعة)، تتوفر هذه البرمجيات بعدة أشكال، مجانياً عن طريق غوغل، ومايكروسوفت، وأبرتيوم، وتجارياً عن طريق سيستران.